# Henri Stambouli
Henri Stambouli (Oran, 5 augustus 1961 – Dakar, 17 november 2023) was een in Algerije geboren Frans voetballer en voetbaltrainer. Hij was de vader van Benjamin Stambouli.

## Trainerscarrière
Nadat Stambouli zijn spelerscarrière in 1989 afsloot bij Olympique Marseille, werd hij er in datzelfde jaar jeugdtrainer. Drie jaar later werd hij assistent-trainer. Marseille werd in het seizoen 1992/93 kampioen in de Ligue 1 en won ook de allereerste editie van de vernieuwde Champions League onder Raymond Goethals, maar die landstitel werd hen nadien afgenomen na een omkoopschandaal. In december 1994 volgde Stambouli Marc Bourrier op als hoofdtrainer van Marseille, dat door het omkoopschandaal was teruggezet naar de Ligue 2. Marseille eindigde dat jaar op de eerste plaats, maar mocht vanwege zijn schorsing niet promoveren. Na dat seizoen werd Stambouli opnieuw jeugdtrainer.
Zijn eerstvolgende grote succes haalde hij met Mali: hij haalde er de vierde plaats op de Afrika Cup 2004. Twee jaar later leidde hij het Marokkaanse FAR Rabat naar de finale van de CAF Confederation Cup. Ondanks dat mooie parcours verliet hij de club begin 2007 voor AS Monaco, waar zijn zwager Laurent Banide op dat moment trainer was. De club stond op een degradatieplaats en Banide vroeg aan Stambouli om assistent-trainer te worden. De club eindigde dat seizoen alsnog als tiende.
Stambouli werd nadien nog bondscoach van Togo en trainer van FC Istres. In 2010 werd hij hoofd jeugdopleiding bij Olympique Marseille, daarna vervulde hij die functie bij Montpellier HSC.